# Bruto Castellani
Bruto Castellani (Roma, 1º dicembre 1881 – Roma, 19 gennaio 1933) è stato un attore italiano del cinema muto, apparso in più di trenta pellicole tra il 1911 ed il 1928.

## Biografia
Castellani appare per lo più in film storici e interpreta sempre personaggi buoni, eccetto che nel film Ben-Hur del 1925, dove lo si vede nei panni del pirata Golthar. Inizia la sua carriera nel 1911 con i cortometraggi Santa Cecilia e La sposa del Nilo, interpretando il ruolo del protagonista. Nel 1913 lo vediamo nel film italiano Quo Vadis?, dove veste i panni di Ursus, ruolo che interpreterà nuovamente nell'omonimo film del 1924.
Nel 1919 è nel cast di Il toro selvaggio, sempre nelle vesti di Ursus, che in questo caso è il protagonista del film. In seguito appare in La Sacra Bibbia (1920), dove interpreta Caino, Messalina (1924), dove interpreta Tigrane, Gli ultimi giorni di Pompei (1926), nei panni di Eumolpo, Quello che non muore (1926), dove è il protagonista, e La bella corsara (1928), a fianco di Rina De Liguoro, dove interpreta il ruolo principale del corsaro.
Muore di diabete il 19 gennaio 1933 alla prematura età di 51 anni.

## Filmografia parziale
- Santa Cecilia, regia di Enrique Santos (1911)
- La sposa del Nilo, regia di Enrico Guazzoni (1911)
- Quo Vadis?, regia di Enrico Guazzoni (1913)
- Una tragedia al cinematografo, regia di Enrico Guazzoni (1912)
- Marcantonio e Cleopatra, regia di Enrico Guazzoni (1913)
- Cajus Julius Caesar, regia di Enrico Guazzoni (1914)
- Il toro selvaggio, regia di Gino Zaccaria (1919)
- La Sacra Bibbia, regia di Pier Antonio Gariazzo e Armando Vey (1920)
- Messalina, regia di Enrico Guazzoni (1923)
- Quo Vadis? , regia di Gabriellino D'Annunzio e Georg Jacoby (1924)
- Ben-Hur, regia di Wladimiro De Liguoro (1925)
- Quello che non muore, regia di Wladimiro De Liguoro (1926)
- Gli ultimi giorni di Pompei, regia di Carmine Gallone e Amleto Palermi (1926)
- La bella corsara, regia di Wladimiro De Liguoro (1928)